# Lijst van Dancesmashes in 2022
Deze hits werden in 2022 Dancesmash op Radio 538.
| Nr.  | Bekendgemaakt op | Artiest                                                    | Titel                                      | Hoogste positie in 538 Top 50 | Aantal Weken | Aantal Punten |
| ---- | ---------------- | ---------------------------------------------------------- | ------------------------------------------ | ----------------------------- | ------------ | ------------- |
| 1441 | 7 januari        | Noizu x Disciples x Moya                                   | Catch My Love                              | 39                            | 4            | 38            |
| 1442 | 14 januari       | Gabry Ponte x R3HAB x Timmy Trumpet                        | Call Me                                    | 23                            | 13           | 249           |
| 1443 | 21 januari       | Sick Individuals                                           | More Than I Want To                        | Geen notering                 | 0            | 0             |
| 1444 | 28 januari       | Sigala                                                     | Melody                                     | 12                            | 25           | 546           |
| 1445 | 4 februari       | Charli XCX ft. Rina Sawayama                               | Beg For You                                | Geen notering                 | 0            | 0             |
| 1446 | 11 februari      | Jax Jones ft. MNEK                                         | Where Did You Go?                          | 6                             | 27           | 850           |
| 1447 | 18 februari      | DubVision & The Him                                        | Sometimes                                  | Geen notering                 | 0            | 0             |
| 1448 | 25 februari      | Kygo ft. DNCE                                              | Dancing Feet                               | 17                            | 26           | 562           |
| 1449 | 4 maart          | Becky Hill & Galantis                                      | Run                                        | 30                            | 8            | 103           |
| 1450 | 11 maart         | Willy William                                              | Trompeta                                   | 2                             | 31           | 1225          |
| 1451 | 18 maart         | Joel Corry, David Guetta & Bryson Tiller                   | What Would You Do?                         | 12                            | 25           | 637           |
| 1452 | 25 maart         | James Hype & Miggy Dela Rosa                               | Ferrari                                    | 3                             | 36           | 1109          |
| 1453 | 1 april          | Lucas & Steve x MARF                                       | Give Me Your Love                          | 36                            | 9            | 67            |
| 1454 | 8 april          | Armin van Buuren & Billen Ted ft. JC Stewart               | Come Around Again                          | 12                            | 30           | 674           |
| 1455 | 15 april         | Imanbek & BYOR                                             | Belly Dancer                               | 13                            | 18           | 417           |
| 1456 | 22 april         | Ofenbach                                                   | 4U                                         | Geen notering                 | 0            | 0             |
| 1457 | 29 april         | Swedish House Mafia & Connie Constance                     | Heaven Takes You Home                      | 28                            | 17           | 200           |
| 1458 | 6 mei            | Martin Garrix & DubVision ft. Shaun Farrugia               | Starlight (Keep Me Afloat)                 | Geen notering                 | 0            | 0             |
| 1459 | 13 mei           | Alesso & Zara Larsson                                      | Words                                      | 3                             | 36           | 1080          |
| 1460 | 20 mei           | John Summit                                                | La Danza                                   | Geen notering                 | 0            | 0             |
| 1461 | 27 mei           | Nathan Dawe & Ella Henderson                               | 21 Reasons                                 | 26                            | 13           | 203           |
| 1462 | 3 juni           | Gabry Ponte x LUM!X ft. Daddy DJ                           | We Could Be Together                       | 7                             | 29           | 708           |
| 1463 | 10 juni          | La Fuente                                                  | I Want You                                 | 3                             | 23           | 770           |
| 1464 | 17 juni          | Topic x A7S                                                | Kernkraft 400 (A Better Day)               | 11                            | 24           | 570           |
| 1465 | 24 juni          | Farruko                                                    | Nazareno                                   | Geen notering                 | 0            | 0             |
| 1466 | 1 juli           | Tiësto & Charli XCX                                        | Hot in It                                  | 12                            | 15           | 396           |
| 1467 | 8 juli           | Dimitri Vegas x David Guetta & Nicole Scherzinger x Azteck | The Drop                                   | 38                            | 8            | 62            |
| 1468 | 15 juli          | Armin van Buuren ft. Maia Wright                           | One More Time                              | Geen notering                 | 0            | 0             |
| 1469 | 22 juli          | Alok, Ella Eyre & Kenny Dope ft. Never Dull                | Deep Down                                  | 18                            | 12           | 283           |
| 1470 | 29 juli          | Meduza x James Carter ft. Elley Duhé + Fast Boy            | Bad Memories                               | 2                             | 31           | 1006          |
| 1471 | 5 augustus       | LF System                                                  | Afraid to Feel (David Guetta & Dyro Remix) | 12                            | 11           | 245           |
| 1472 | 12 augustus      | Joel Corry & Becky Hill                                    | History                                    | 12                            | 10           | 288           |
| 1473 | 19 augustus      | Robin Schulz & Tom Walker                                  | Sun Will Shine                             | Geen notering                 | 0            | 0             |
| 1474 | 26 augustus      | David Guetta vs. Benny Benassi                             | Satisfaction                               | Geen notering                 | 0            | 0             |
| 1475 | 2 september      | DubVision & Afrojack                                       | Feels Like Home                            | Geen notering                 | 0            | 0             |
| 1476 | 9 september      | Eliza Rose & Interplanetary Criminal                       | B.O.T.A. (Baddest Of Them All)             | 23                            | 11           | 155           |
| 1477 | 16 september     | Sunnery James & Ryan Marciano                              | Run                                        | Geen notering                 | 0            | 0             |
| 1478 | 23 september     | Ofenbach ft. Fast Boy                                      | Love Me Now                                | Geen notering                 | 0            | 0             |
| 1479 | 30 september     | VIZE x R3hab feat. Enny-Mae                                | One Last Time                              | Geen notering                 | 0            | 0             |
| 1480 | 7 oktober        | Acraze ft. Goodboys                                        | Believe                                    | Geen notering                 | 0            | 0             |
| 1481 | 14 oktober       | Oliver Tree & Robin Schulz                                 | Miss You                                   | 7                             | 16           | 480           |
| 1482 | 21 oktober       | Joel Corry & Tom Grennan                                   | Lionheart (Fearless)                       | 10                            | 24           | 709           |
| 1483 | 28 oktober       | Armin van Buuren ft. Philip Strand                         | Roll the Dice                              | Geen notering                 | 0            | 0             |
| 1484 | 4 november       | Supermode                                                  | Tell Me Why (Meduza Remix)                 | Geen notering                 | 0            | 0             |
| 1485 | 11 november      | Tiësto ft. Tate McRae                                      | 10:35                                      | 6                             | 26           | 796           |
| 1486 | 18 november      | Sigala, Gabry Ponte & Alex Gaudino                         | Rely On Me                                 | 38                            | 4            | 24            |
| 1487 | 25 november      | TELYKast                                                   | Body to Body                               | Geen noering                  | 0            | 0             |
| 1488 | 2 december       | Felix Jaehn & Ray Dalton                                   | Call It Love                               | 7                             | 30           | 929           |
| 1489 | 9 december       | Eelke Kleijn                                               | Transmission (Joris Voorn Remix)           | 16                            | 27           | 626           |
| 1490 | 16 december      | Topic x HRVY                                               | All Or Nothing                             | 31                            | 10           | 89            |
| 1491 | 23 december      | Lost Frequencies, Elley Duhé & X Ambassadors               | Back To You                                | 3                             | 32           | 1004          |
| 1492 | 30 december      | Klaas & Sary                                               | Fantasy                                    | Geen notering                 | 0            | 0             |

1994 ·
1995 ·
1996 ·
1997 ·
1998 ·
1999 ·
2000 ·
2001 ·
2002 ·
2003 ·
2004 ·
2005 ·
2006 ·
2007 ·
2008 ·
2009 ·
2010 ·
2011 ·
2012 ·
2013 ·
2014 ·
2015 ·
2016 ·
2017 ·
2018 ·
2019 ·
2020 ·
2021 ·
2022 ·
2023 ·
2024 ·
2025